# چهل‌اختران قم
چهل‌اختران نام محله‌ای در شهر قم است که گفته می‌شود در آن چهل تن از نوادگان پیامبر اسلام («چهل ستاره سیادت») مدفون هستند. این محله در خیابان آذر قم قرار دارد.

## امامزادگان

### فرزندمحمد تقی
- موسی مبرقع

### همسرموسی مبرقع
- بریهه

### فرزندانموسی مبرقع
- احمد
- زینب

### فرزنداحمد بن موسی مبرقع
- محمد

### فرزندان محمد بناحمد بن موسی مبرقع
- (احمد)
- (فاطمه)
- (بریهه)
- (ام سلمه)
- (ام کلثوم)